# Blondie (album)
Blondie je eponymní debutové studiové album americké skupiny Blondie. Album vyšlo v roce 1976 pod značkou Private Stock Records. Krátce po vydání alba zrušili smlouvu s tímto vydavatelství a album vyšlo znovu u Chrysalis Records.

## Seznam skladeb
| Pořadí         | Název                        | Autor                    | Délka |
| -------------- | ---------------------------- | ------------------------ | ----- |
| 1.             | X Offender                   | Harry, Valentine         | 3:14  |
| 2.             | Little Girl Lies             | Harry                    | 2:07  |
| 3.             | In the Flesh                 | Harry, Stein             | 2:33  |
| 4.             | Look Good in Blue            | Destri                   | 2:55  |
| 5.             | In the Sun                   | Stein                    | 2:39  |
| 6.             | A Shark in Jets Clothing     | Destri                   | 3:39  |
| 7.             | Man Overboard                | Harry                    | 3:22  |
| 8.             | Rip Her to Shreds            | Harry, Stein             | 3:22  |
| 9.             | Rifle Range                  | Stein, Toast             | 3:41  |
| 10.            | Kung-Fu Girls                | Destri, Harry, Valentine | 2:33  |
| 11.            | The Attack of the Giant Ants | Stein                    | 3:34  |
| Celková délka: | Celková délka:               | Celková délka:           | 33:25 |

| Bonusy na reedici z roku 2001 | Bonusy na reedici z roku 2001                 | Bonusy na reedici z roku 2001 | Bonusy na reedici z roku 2001 |
| Pořadí                        | Název                                         | Autor                         | Délka                         |
| ----------------------------- | --------------------------------------------- | ----------------------------- | ----------------------------- |
| 12.                           | Out in the Streets (demo 1975)                | Barry, Greenwich              | 2:20                          |
| 13.                           | The Thin Line (demo 1975)                     | Harry, Stein                  | 2:16                          |
| 14.                           | Platinum Blonde (demo 1975)                   | Harry                         | 2:12                          |
| 15.                           | X Offender (singlová verze pro Private Stock) | Harry, Valentine              | 3:13                          |
| 16.                           | In the Sun (singlová verze pro Private Stock) | Stein                         | 2:38                          |

## Obsazení
- Debbie Harry – zpěv
- Chris Stein – kytara, baskytara
- Gary Valentine Lachman – kytara, baskytara
- Jimmy Destri – klavír, varhany Farfisa, syntezátor Roland
- Clem Burke – bicí
- Ellie Greenwich – doprovodný zpěv
- Micki Harris – doprovodný zpěv
- Hilda Harris – doprovodný zpěv